# Nomia kinduna
Nomia kinduna är en biart som beskrevs av Embrik Strand 1920. Nomia kinduna ingår i släktet Nomia och familjen vägbin. Inga underarter finns listade i Catalogue of Life.